# Bitwa o Debalcewo
Bitwa o Debalcewo (także kocioł debalcewski) – ostatnie starcie aktywnej fazy wojny w Donbasie. Od 14 stycznia 2015 roku prorosyjscy separatyści próbowali zdobyć miasto Debalcewo w obwodzie donieckim, które znajdowało się pod kontrolą ukraińską od czasu kontrofensywy wojsk rządowych w lipcu 2014 roku. Miasto było ważnym węzłem drogowym i kolejowym, oddzielającym od siebie samozwańczą Doniecką Republikę Ludową (DNR) i Ługańską Republikę Ludową (ŁNR). Separatyści rozpoczęli operację mającą na celu wyparcie ukraińskich wojsk z miasta w dniach 16–17 stycznia. Ciężkie walki trwały do 18 lutego, kiedy siły ukraińskie zostały zmuszone do wycofania się.

## Tło sytuacyjne
Debalcewo znalazło się pod kontrolą prorosyjskich separatystów w kwietniu 2014 roku, w czasie wywołanego przez Federację Rosyjską powstania na wschodniej i południowej Ukrainie w następstwie Euromajdanu. Siły ukraińskie zdołały odbić miasto 28 lipca 2014 roku i utrzymywały je do stycznia 2015 roku. Miasto Debelcewo było istotne z punktu widzenia strategicznego, gdyż leżało w „klinie” o głębokości 40 km i szerokości do 19 km zajętym przez oddziały ukraińskie i oddzielającym od siebie obie separatystyczne republiki, leżąc w połowie drogi między Donieckiem a Ługańskiem i będąc jednocześnie ważnym węzłem drogowym i kolejowym. Było otoczone z trzech stron przez rebeliantów: od południa i wschodu przez samozwańczą Doniecką Republikę Ludową (DNR), a od północy przez Ługańską Republikę Ludową (ŁNR). Po podpisaniu porozumienia o zawieszeniu broni w Mińsku 5 września 2014 roku wokół Debalcewa miały miejsce notoryczne naruszenia warunków zawieszenia broni przez separatystów.
Według informacji ukraińskich, zgrupowanie początkowe w worku debalcewskim liczyło 5000 ludzi wspieranych przez 50 czołgów i 65 systemów artyleryjskich. Według innych ocen, znajdowało się tam ok. 1/4 sił ukraińskich sektora obrony „C”, które w całości liczyły 13 tysięcy ludzi, w tym 8000 żołnierzy, 3000 funkcjonariuszy MSW i 2000 członków Gwardii Narodowej, 120 czołgów i 580 bojowych wozów piechoty i transporterów opancerzonych. Między innymi siły pochodziły ze 128. Brygady Piechoty Górskiej, 17. Brygady Pancernej, 57. Brygady Zmotoryzowanej i 30. Brygady Zmechanizowanej. Trzon obrony stanowiły silne, lecz nieliczne punkty oporu, możliwe do oskrzydlenia. Mimo spodziewanego ataku, słabością był brak rozbudowanych pozycji obronnych i przeszkód inżynieryjnych oraz brak drugiej i trzeciej linii obrony i słabe wykorzystanie pól minowych.
Po stronie separatystów zgrupowanie skierowane do ataku liczyło ok. 12 tysięcy ludzi i ponad 200 czołgów. Siedem grup batalionowych pochodziło z 1. Korpusu Armijnego DNR, a dwie z 2. Korpusu Armijnego ŁNR. Według strony ukraińskiej, w późniejszym okresie dołączyły także regularne rosyjskie grupy batalionowe.

## Przebieg bitwy
Tysiące ukraińskich żołnierzy okopało się pod Debalcewem w styczniu 2015 roku. Większość mieszkańców okolicy wyjechała do tego momentu, sklepy były zamknięte, szkoły opuszczone, a wiele domów zniszczonych. Walki rozpoczęły się 16 stycznia 2015 roku. Powtarzający się ostrzał miasta był powszechny w miesiącach poprzedzających bitwę; najcięższy ostrzał rozpoczął się jednak 17 stycznia i trwał do 20 stycznia.
Siły DNR zaatakowały pozycje ukraińskie pod Debalcewem 22 stycznia. Ciężki ostrzał trwał do następnego dnia, podczas gdy siły ukraińskie nadal utrzymywały swoje pozycje w mieście. Podczas walk jeden z pocisków trafił w pusty budynek szkoły. W odwecie siły ukraińskie rozpoczęły ostrzał artyleryjski pozycji separatystów poza miastem. Następnego dnia separatyści spróbowali zdobyć Debalcewo, które z trzech stron zostało otoczone przez wojska samozwańczych „republik ludowych”. Według doniesień z 24 stycznia ukraiński punkt kontrolny w pobliżu miasta został bezpośrednio zaatakowany przez rebeliantów. Siły DNR zaatakowały inny ukraiński punkt kontrolny w pobliżu Debalcewa 25 stycznia, ale atak został odparty. Następnego dnia podobne ataki były kontynuowane, a ciężkie walki toczyły się wszędzie wokół Debalcewa. Mieszkaniec miasta powiedział agencji Reuters, że Debalcewo zostało prawie całkowicie otoczone przez separatystów i że siły ukraińskie zdołały utrzymać pozycje pomimo ciągłych ataków.

### Natarcie separatystów

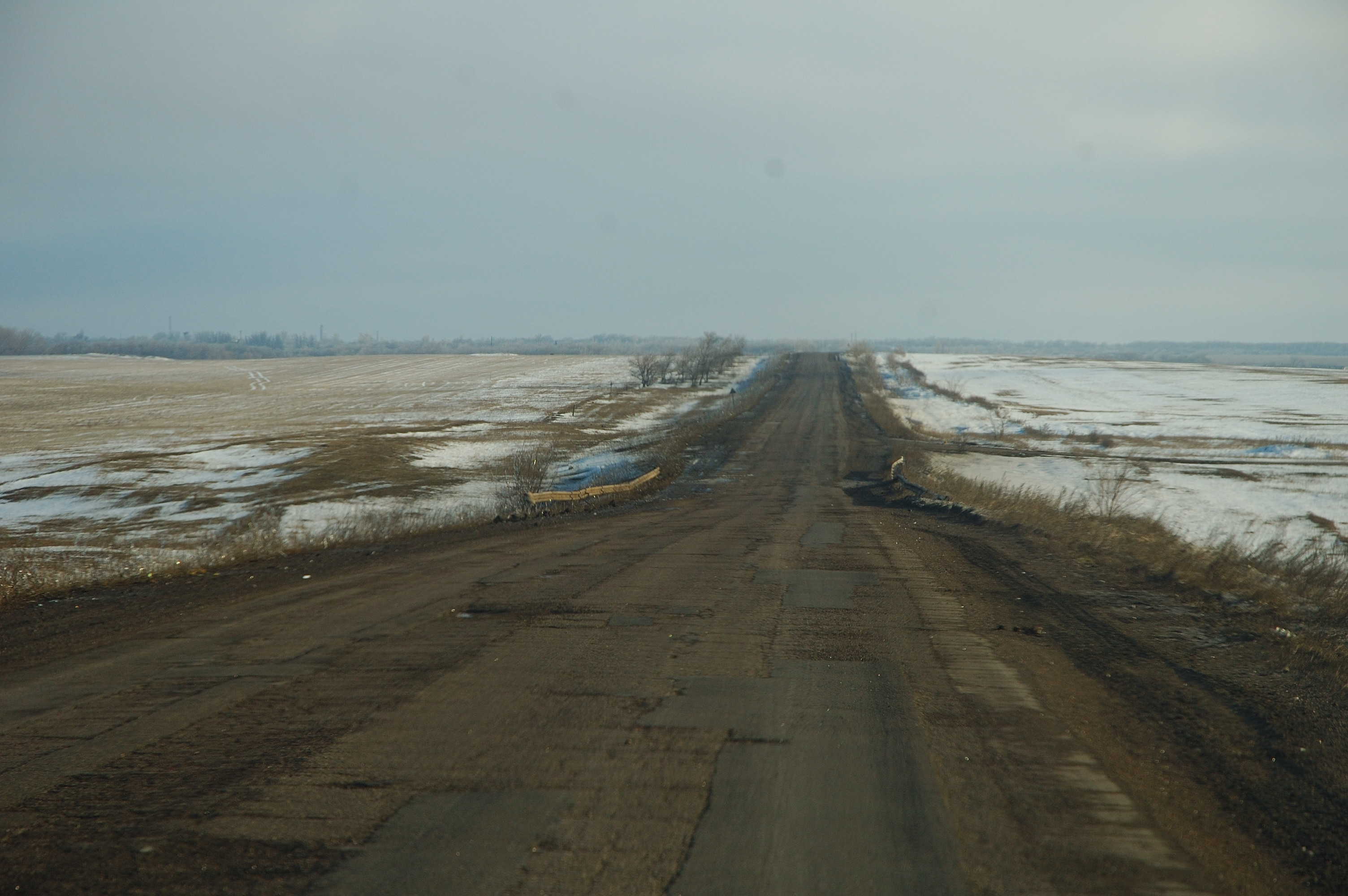
Droga z Artemiwska do Debalcewa, otoczona otwartymi stepami

Separatyści próbowali wkroczyć do Debalcewa 27 stycznia, tym razem od strony Gorłówki, ale zostali odparci. Następnego dnia dowódca sił DNR zakomunikował, że jego oddziały przecięły drogę prowadzącą do miasta z zachodu i że Debalcewo zostało prawie całkowicie otoczone. Jednak ukraiński poseł Dmytro Tymczuk powiedział 29 stycznia, że siły separatystów zostały zmuszone do „ograniczenia” ofensywy w rejonie Debalcewa. Według niego, odwetowy ostrzał artyleryjski sił rządowych zadał duże straty separatystom, którzy próbowali odciąć ukraińskie wojska od reszty terytorium kontrolowanego przez Ukrainę. BBC News opublikowało wideo, na którym widać było, jak siły prorosyjskie wpadły pod ten ostrzał. Mimo to separatyści zajęli Wuhłehirśk, miasto położone 13 kilometrów na zachód od Debalcewa, przy drodze do kontrolowanej przez separatystów Gorłówki. Separatyści przedarli się przez ukraińskie linie, pokonali rządowy punkt kontrolny, wjechali do miasta, a następnie przebili się do samego centrum. Wysłano posiłki, by pomóc żołnierzom ukraińskim w Wuhłehirśku. Według raportu Associated Press, utrata tego miasta znacznie utrudniła siłom ukraińskim utrzymanie Debalcewa. W międzyczasie trzech cywilów w samym Debalcewie zostało zabitych przez ostrzał artyleryjski ze strony rebeliantów.
30 stycznia pociski uderzyły w autobus, a także w dom kultury, w którym rozdawano pomoc humanitarną. Według BBC, wielu cywilów zostało uwięzionych w mieście wraz z wojskami ukraińskimi. Niektórzy uciekli do Artemiwska, na terytorium kontrolowane przez Ukrainę, przez wąskie gardło prowadzące do „kotła” Debalcewo od zachodu. W raporcie rosyjskiej telewizji Wiesti podano, że w mieście pozostało około 8000 ukraińskich żołnierzy, a siły separatystów są bliskie zamknięcia pierścienia okrążenia. Dowódca ukraińskiego batalionu obrony terytorialnej Semen Semenczenko powiedział, że niektórzy ukraińscy żołnierze nadal utrzymują się w Wuhłehirśku, mimo że był on w większej części kontrolowany przez separatystów. Rzecznik Rady Bezpieczeństwa Narodowego i Obrony Ukrainy (RBNiOU) Andrij Łysenko oznajmił, że przybyły posiłki, by odciążyć ukraińskie wojska w Wuhłehirśku, a linia frontu jest utrzymywana. Jednakże w ciągu dnia ukraińskie linie zaopatrzeniowe zostały prawie odcięte, ponieważ ostrzał rakietowy z Gradów utrudnił transporterom opancerzonym i ciężarówkom podróż po 50-kilometrowej drodze między Artemiwskiem a Debalcewem. Co najmniej siedmiu cywilów zginęło, gdy rakieta z Grada uderzyła w blok mieszkalny w mieście. Pozostali mieszkańcy Debalcewa podjęli próby ewakuowania się z miasta w warunkach nasilających się walk. Zaaranżowano trzy autobusy, aby zabrać ludzi ze strefy konfliktu do Artemiwska.

### Zamykanie „kotła”

Schemat bitwy

Dwunastu kolejnych cywilów zostało zabitych w Debalcewie przez ostrzał separatystów 31 stycznia. Jednocześnie siły rządowe nadal używały ognia artyleryjskiego, aby odciąć posiłki sił DNR przed wkroczeniem do Wuhłehirśka. Kontratak mający na celu wyparcie separatystów z tego miasta nie powiódł się, zginęło trzech członków batalionu „Donbas” i zraniony został jego dowódca – Semenczenko. Ewakuacja ludności cywilnej z Debalcewa była kontynuowana w trudnych warunkach zimowych. Od tego dnia miasto było pozbawione wody, gazu i elektryczności przez co najmniej dziesięć dni. Według ukraińskiego premiera Arsenija Jaceniuka, co najmniej 1000 osób zostało ewakuowanych z Debalcewa do 31 stycznia. Minister obrony Ukrainy Stepan Połtorak potwierdził, że część Debalcewa znalazła się pod kontrolą separatystów.
W pierwszym dniu lutego sytuacja w Debalcewie gwałtownie się pogorszyła. Według „Kyiv Post”, niektóre jednostki Gwardii Narodowej Ukrainy zostały zmuszone do ucieczki, gdy siły DNR przedostały się na obrzeża miasta. Sytuacja w Debalcewie nadal się pogarszała 2 lutego. „The New York Times” podał, że tego dnia wydawało się, iż separatyści mogą zająć drogę do Artemiwska „w każdej chwili”. Droga stała się już i tak prawie nieprzejezdna, a wiele autobusów wypełnionych uchodźcami zostało trafionych przez ostrzał artyleryjski. Przywódca samozwańczej Donieckiej Republiki Ludowej, Aleksandr Zacharczenko, odnosząc się do terytorium zajmowanego przez Ukrainę wokół Debalcewa jako „kotła”, powiedział, że każdy, kto spróbuje opuścić „kocioł”, znajdzie się w „zazębiających się polach ostrzału naszej artylerii”. Z raportu pracowników organizacji humanitarnej w strefie walk wynika, że do 2 lutego z rejonu Debalcewa uciekło 8000 mieszkańców. Jeden z pracowników pomocy powiedział, że siły prorosyjskie celowo celowały w autobusy używane do wywożenia mieszkańców poza miasto. Obserwator z Amnesty International ocenił, że sytuacja humanitarna w Debalcewie stała się „katastrofalna”. Aby pomóc pozostałym oddziałom ukraińskim w mieście, Siły Zbrojne Ukrainy wysłały dużą kolumnę posiłków, w tym transportery opancerzone i dodatkowych żołnierzy, z ich bazy operacyjnej w Kramatorsku do przerwania oblężenia Debalcewa.
Na dzień 3 lutego uzgodniono termin zawieszenia broni pomiędzy siłami separatystów a wojskami ukraińskimi. Deklarowanym zamiarem było umożliwienie pozostałym cywilom ucieczki z obszaru Debalcewa. Ostrzał wznowiono o godz. 13:00, kiedy salwy rakiet z Gradów zaczęły spadać na Debalcewo, co wydawało się być próbą całkowitego zniszczenia miasta przez separatystów. Walki trwały do następnego dnia. Jeden mieszkaniec Debalcewa, który uciekł do Artemiwska, powiedział, że z miasta „nic nie zostało”. Siły DNR przejęły kontrolę nad Wuhłehirśkiem 4 lutego, zyskując możliwość nasilenia ostrzału drogi z Artemiwska do Debalcewa. Separatyści i wojska ukraińskie zgodzili się na utworzenie korytarza humanitarnego w dniu 6 lutego, w kolejnej próbie umożliwienia pozostałym cywilom ucieczki z Debalcewa. Kilkuset cywilów zdołało uciec. Walki wznowiono jednak 7 lutego. Rebelianci oświadczyli, że całkowicie otoczyli miasto, zdobywając wioskę Łohwynowe 9 lutego, „zamykając w ten sposób kocioł”. We wsi stacjonowało wówczas tylko czterech ukraińskich żołnierzy, co pozwoliło separatystom na łatwe jej zajęcie. Siły rządowe stwierdziły jednak, że na drodze do Artemiwska nadal toczą się walki, a pierścień okrążenia nie został całkowicie zamknięty. Rankiem 10 lutego stało się jasne, że siły separatystyczne przejęły kontrolę nad drogą do Artemiwska, odcinając tym samym siły rządowe. Na filmach, które ukazały się w sieci, widać było bojowników DNR i czołgi poruszające się po drodze. W ciągu dnia szef lwowskiej milicji, Dmytro Zaharia, uczestniczący w walkach na wschodzie Ukrainy, został ranny w wyniku wybuchu na drodze pod Debalcewem. Siły ukraińskie poniosły ciężkie straty od ognia artyleryjskiego 11 lutego. W ciągu dwudziestu czterech godzin zginęło 19 żołnierzy, a 78 zostało rannych. Ci, którzy zginęli, walczyli w pobliżu wzgórza Hostra Mohyla, niedaleko Debalcewa. Ponadto siły DNR zaatakowały siedzibę milicji w Debalcewie, zabijając jej komendanta.

### PoMińsk II

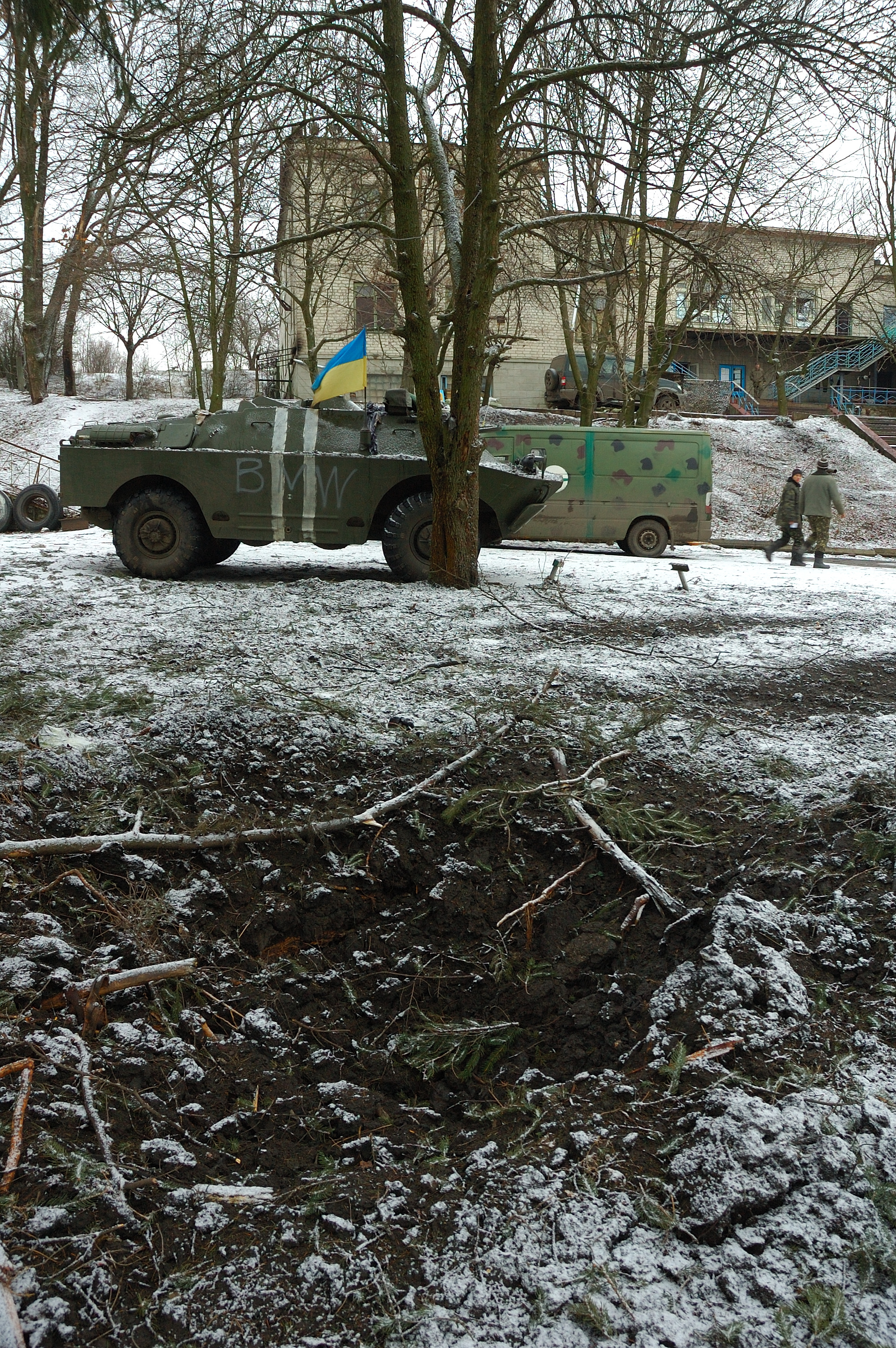
Krater po wybuchu pocisku moździerzowego w Debalcewie, na drugim planie ukraiński transporter opancerzony BRDM-2

Pomimo podpisania nowego porozumienia o zawieszeniu broni 12 lutego 2015 roku nadal nasilały się walki wokół Debalcewa. Siły separatystów podjęły próbę ofensywy na samo miasto w celu wyparcia wojsk rządowych przed wejściem w życie zawieszenia broni, co miało nastąpić o północy czasu ukraińskiego z 14 na 15 lutego. Miasto, a następnie droga do Artemiwska zostały ostrzelane przy użyciu ciężkiej artylerii. Wojska rządowe podjęły próbę odbicia Łohwynowego, ale spadł na nie kontratak separatystów. Jeden ukraiński żołnierz opisał sytuację we wsi jako „maszynkę do mielenia mięsa”, która była „gorsza niż nawet te na lotniskach w Doniecku i Ługańsku”. Co najmniej 96 ukraińskich żołnierzy zostało rannych, podczas gdy liczba zabitych była nieznana, ponieważ siły ukraińskie zostały zmuszone do ucieczki, zanim zdążyły zebrać ciała swoich poległych towarzyszy. Na drodze do Artemiwska walki trwały do 14 lutego, gdy separatyści kontynuowali próbę wyeliminowania ukraińskiego oporu. Regionalny szef milicji w Doniecku Wiaczesław Abroskin powiedział, że intensywny ostrzał „niszczy Debalcewo”. Rzeczniczka Departamentu Stanu Stanów Zjednoczonych Jen Psaki oświadczyła, że rosyjskie siły zbrojne rozmieściły „dużą ilość artylerii i wiele wyrzutni rakiet wokół Debalcewa”, a za ostrzał miasta była odpowiedzialna Rosja. W raporcie „The New York Times” stwierdzono, że droga do Artemiwska stała się całkowicie nieprzejezdna już 12 lutego i od tego dnia nikt po niej nie jeździł. Stwierdzono również, że droga była usiana minami lądowymi. Prezydent Ukrainy Petro Poroszenko nakazał swoim siłom przestrzeganie zawieszenia broni, które weszło w życie 15 lutego o północy, podobnie postąpili dowódcy separatystów. Chociaż walki ustały w większości strefy walk, trwały nadal w samym Debalcewie. Przywódca DNR Aleksandr Zacharczenko powiedział, że traktat Mińsk II nie ma zastosowania w stosunku do Debalcewa, ponieważ miasto nie zostało wymienione w tekście umowy. Jeden ukraiński żołnierz, który stacjonował na punkcie kontrolnym we wsi Ługańskie, na północ od Debalcewa, powiedział, że „nie było żadnego zawieszenia broni”. 15 lutego ostrzał powracał nad pozycje ukraińskie, a siły separatystów wielokrotnie atakowały miasto od zachodu i wschodu, szturmując pozycje rządowe w pobliskiej wsi Czornuchyne. Niemniej jednak ostrzał w tym rejonie był mniej dotkliwy niż w dniach poprzedzających zawieszenie broni. Obserwatorom OBWE, którzy mieli obserwować realizację porozumienia Mińsk II, władze separatystów odmówiły wjazdu do Debalcewa.
Walki jeszcze bardziej nasiliły się 16 lutego, kiedy miastem wstrząsały „nieustanne eksplozje”. Wcześnie rano posterunek milicji w Debalcewie został całkowicie zniszczony przez ostrzał separatystów. Zastępca dowódcy Batalionu „Krywbas” Jurij Sinkowśkyj zakomunikował, że ukraińscy żołnierze w Debalcewie byli albo całkowicie, albo częściowo otoczeni i że nie mają dostępnego łącza komunikacyjnego, które pozwalałoby im na połączenie się z ukraińskim Sztabem Generalnym. Żołnierze żyli w mrozie i mieli mało jedzenia oraz amunicji. Sinkowśkyj powiedział także, że ryzykuje sądem wojennym za ujawnienie tych informacji, lecz po prostu chce uratować żołnierzy uwięzionych w Debalcewie. Jego zdaniem wojska powinny się wycofać lub nawet poddać, jeśli to uratuje im życie. Dowódca sił DNR Eduard Basurin oświadczył tymczasem, że zapewni korytarz humanitarny, który pozwoli ukraińskim żołnierzom złożyć broń i opuścić Debalcewo. Rzecznik prasowy Sił Zbrojnych Ukrainy Władysław Selezniow odparł, że to niedopuszczalne, a Debalcewo jest terytorium Ukrainy zgodnie z porozumieniami mińskimi. Reuters określił zawieszenie broni w Debalcewie jako „martwą literę”. Jeden z żołnierzy Batalionu „Donbas” powiedział, że sytuacja ukraińskich żołnierzy w mieście jest tragiczna i przypomina „kocioł iłowajśki”, ale na znacznie większą skalę.
Siły separatystów wtargnęły do Debalcewa 17 lutego. Po raz pierwszy walki toczyły się na ulicach samego miasta. Władze DNR oświadczyły, że zajęły dworzec kolejowy w mieście, a także jego wschodnie przedmieścia. Rzecznik prasowy Sił Zbrojnych Ukrainy zaprzeczył temu i powiedział, że walki toczą się na całym obszarze miasta. W następstwie tego separatyści oświadczyli, że zajęli większość miasta i przeprowadzili operację „oczyszczania” go z sił wroga. Zakomunikowali też, że wzięli do niewoli co najmniej 300 ukraińskich żołnierzy. Następnie oświadczenie Ministerstwa Obrony Ukrainy potwierdziło, że część miasta wpadła w ręce „bandytów”, a wielu żołnierzy zostało wziętych do niewoli. Ukraińscy żołnierze w wiosce Komuna, na zachód od Debalcewa, powiedzieli dziennikarzom, że mogą utrzymać pozycje tylko przez kolejne dwanaście godzin, w przeciwnym razie zostaną pokonani i zabici przez separatystów. Równocześnie rzecznik ukraińskiej operacji wojskowej w Donbasie powiedział, że Łohwynowo i droga do Artemiwska zostały odzyskane przez stronę ukraińską.

### Odwrót sił ukraińskich

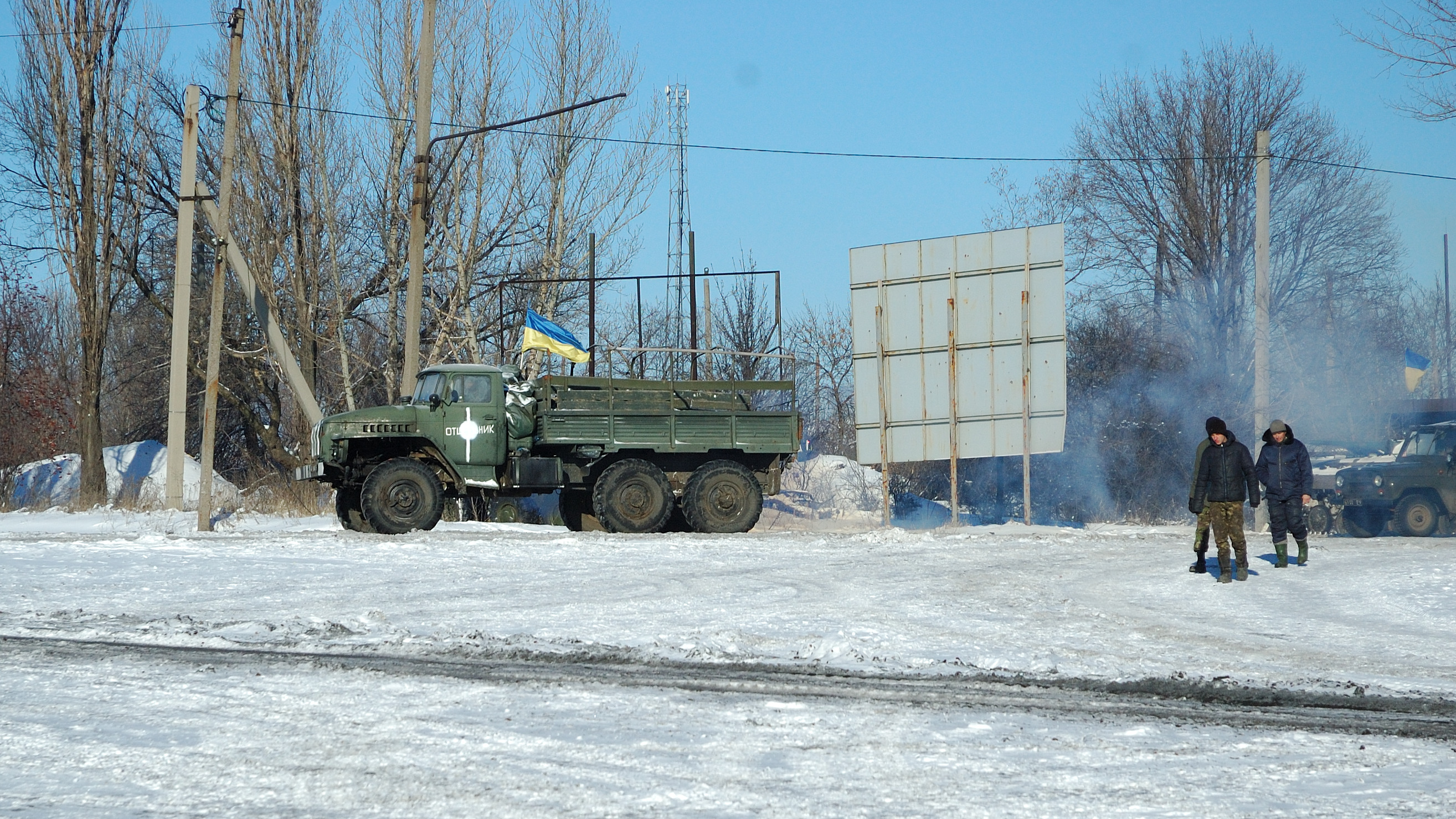
Wojska ukraińskie w Debalcewie

Siły ukraińskie zaczęły wycofywać się z Debalcewa wczesnym rankiem 18 lutego. Przed ostatecznym odwrotem w mieście przebywało około 6000 żołnierzy. Przygotowania do odwrotu toczyły się potajemnie od kilku dni. Według „The New York Times”, kierownictwo ukraińskiej operacji wojskowej spędzało wiele czasu na próbach wytyczenia trasy ucieczki, ponieważ droga do Artemiwska stała się nieprzejezdna. Sytuacja w Debalcewie była już nie do utrzymania dla rozmieszczonych tam wojsk ukraińskich. Jeden z żołnierzy powiedział, że gdyby siły ukraińskie pozostały w mieście, „na pewno oznaczałoby to niewolę lub śmierć”. Aby znaleźć nadającą się do użytku trasę z Debalcewa, wysyłano na zwiad karetki „przez pola uprawne i bocznymi drogami”, zapewniając, że takie ruchy nie przyciągną uwagi separatystów. Po wybraniu trasy na północ do kontrolowanej przez Ukrainę wioski Ługańskie, plan wycofania się został wdrożony w życie. Transporty wojsk ustawiły się w kolejce na skraju Debalcewa o godzinie 1:00 w nocy. Żołnierzom kazano przygotować się do wyjazdu za dziesięć minut bez wcześniejszego powiadomienia, a następnie załadować się na przygotowane ciężarówki. Ukraińcy nie mogli zabrać ze sobą ciężkiej broni i amunicji do niej, zniszczyli ją więc, aby nie wpadła w ręce separatystów.
Po załadowaniu się, kolumna około 2000 żołnierzy, w tym czołgi i inne pojazdy opancerzone, zaczęła opuszczać miasto. Wyłączono reflektory, aby nie przyciągać uwagi separatystów. Pomimo tych przygotowań konwój został szybko zaatakowany przez siły rebeliantów. Pojazdy psuły się i rozbijały, a na konwój spadł ogień ze wszystkich stron. Jeden z żołnierzy wspominał, że separatyści „strzelali z czołgów, granatników przeciwpancernych i karabinów snajperskich”, a kolumna została „zdezintegrowana”. Wielu żołnierzy zostało zmuszonych do opuszczenia swoich pojazdów i kontynuowania odwrotu pieszo. Zostawiono także ciała zabitych oraz rannych, których nie można było ewakuować. Wycofanie się komplikował fakt, że siły rządowe nie przejęły kontroli nad Łohwynowem, jak twierdzono dzień wcześniej. Dowódca Batalionu „Donbas” Semen Semenczenko powiedział: „Wszystkie opowieści o Łohwynowem okazały się bajkami”. W miarę upływu dnia do Ługańskiego przybywały kolejne partie obdartych ukraińskich żołnierzy, którzy opuścili Debalcewo. „New York Times” napisał, że siły ukraińskie poniosły „poważne straty, zarówno w sprzęcie, jak w sile żywej”. Debalcewo umilkło do godziny 15:00. Nad byłą ukraińską bazą operacyjną została podniesiona flaga Noworosji. Władze separatystów oświadczyły, że wzięły do niewoli setki żołnierzy ukraińskich. Ukraińscy oficjele powiedzieli AFP, że podczas ewakuacji „trwały walki uliczne na pełną skalę, odbyła się też mała bitwa pancerna”.
Prezydent Ukrainy Petro Poroszenko ocenił, że wycofanie się było „zaplanowane i zorganizowane” i że „nie było okrążenia”. Żołnierze kwestionowali jednak relację głowy państwa. Niektórzy z nich zeznali, że „tak naprawdę rozkazano im pozostać na miejscu” i że „pozostawiono ich na śmierć w pułapce”. Powiedzieli też, że ukraiński rząd i media powtarzały „kłamstwa” na temat sytuacji w Debalcewie, a ukraińskie siły były otoczone przez ponad tydzień. Por. Jurij Precharia, który wcześniej przeżył okrążenie wojsk ukraińskich pod Iłowajskiem, ocenił, że szef Sztabu Generalnego Wiktor Mużenko powtórzył ten sam błąd, co w sierpniowej bitwie, pozostawiając ukraińskie siły w okrążeniu bez wsparcia. Jego zdaniem „dowódcy powinni byli wydać rozkaz przebicia się i wycofania, gdy tylko groźba okrążenia stała się oczywista”. Ponadto Semenczenko dodał: „Problem dotyczył dowodzenia i koordynacji działań. […] To, co się teraz dzieje, jest wynikiem niekompetentnego dowodzenia naszymi wojskami, mimo że próbuje się to zatuszować burzą propagandową”.
Prezydent Poroszenko poinformował, że do końca dnia 18 lutego z Debalcewa wycofało się około 2500 ludzi, a liczba ta stanowiła 80% ukraińskich żołnierzy, którzy przebywali w mieście. Oficjalne raporty mówiły, że podczas odwrotu zginęło 13 żołnierzy, a 157 zostało rannych. Żołnierze kwestionowali jednak te liczby jako rażąco niedokładne i powiedzieli, że liczba zabitych „szła w setki”. Dwa tygodnie później oficjalną liczbę ofiar podczas odwrotu oszacowano na 19 zabitych, 12 zaginionych, 9 schwytanych i 135 rannych. Ukraińskie źródła rządowe podały także, że w całej bitwie zginęło 179 żołnierzy, 110 dostało się do niewoli, a 81 zaginęło. Liczba ofiar śmiertelnych po stronie ukraińskiej została później zaktualizowana do 267 zabitych, po tym, jak znaleziono ciała wielu spośród uznanych za zaginionych. Przywódcy separatystów powiedzieli ponadto, że ich siły zdobyły znaczną ilość ukraińskiego, ciężkiego sprzętu, który został porzucony podczas odwrotu.
Niektórzy żołnierze pozostali uwięzieni w Debalcewie jeszcze 19 lutego, ale siłom, które wydostały się z okrążenia, zabroniono podejmowania akcji ratunkowej. Separatyści zlikwidowali ostatnie ogniska ukraińskiego ruchu oporu w rejonie Debalcewa 20 lutego, kiedy zajęli wsie Czornuchyne, Ridkodub, Nikiszyne i Mius. Według raportu Biura ONZ ds. Koordynacji Pomocy Humanitarnej (OCHA) z 27 lutego władze DNR znalazły po bitwie w domach i piwnicach w Debalcewie ok. 500 zwłok zabitych cywilów. Prawie wszystkie budynki w centrum miasta zostały poważnie uszkodzone lub zniszczone w wyniku walk.